# Kendal (Ohio)
Kendal est une ancienne ville de l'Ohio dans le comté de Stark. 
Fondée par Thomas Rotch (1767-1823) le 20 avril 1812 en hommage au Kendal (Cumbria) britannique, elle a été absorbée en 1853 par Massillon. 

## Histoire
Thomas et Charity Rotch, originaire de Hartford dans le Connecticut ont migré vers l'Ohio en 1811 avec plus de quatre cents têtes de moutons mérinos. Thomas souhaite alors créer une ville manufacturière avec une usine de laine comme première industrie. Les deux frères se sont installés dans la partie ouest du comté de Stark près de la rivière Tuscarawas et le long d'un ruisseau connu sous le nom de Sippo Creek. Ils sont rejoints dans leur nouvelle colonie par des membres de leur famille.
Le 20 avril 1812, Thomas Rotch fonde ainsi Kendal. En avril 1813, un bureau de poste est accordé. Dès 1815, la ville s'élargit et des industries vont s'y installer jusqu'en 1823.
Thomas Rotch meurt en septembre 1823, son frère peu de temps après. En juin 1826, la propriété est vendue à une société appartenant à Robert Owen, la Friendly Association for Mutual Interest mais le groupe est dissous en 1829 à la suite de dettes. 
Finalement, en 1826, au moment de la construction du Ohio and Erie Canal, les investisseurs choisissent de fonder Massillon au sud-ouest de Kendal. Le bureau de poste y est transféré en 1829. Massillon grandit et absorbe Kendal en 1853.

## Personnalités
- Mayhew Folger
- Lucretia Mott